# 宮帯出版社
株式会社宮帯出版社（みやおびしゅっぱんしゃ）は、京都府京都市上京区に本社をおく出版社。東京に支社がある。主に歴史、茶道、映画、刀剣、甲冑書を発行している。

## 沿革
創業は1995年で、創業当時の社名は英伝社。2006年に、茶道具商社宮帯が出資し設立。現社名に変更された。設立者は宮下玄覇。
マニア向けの歴史・茶道・甲冑書等を刊行し、ほかに自費出版や共同出版を格安で請け負い、全国の書店に流通させることで知られており、美術書で有名だった京都書院、刀剣書専門の刀剣春秋新聞社、茶道書専門の啓草社、英文学専門の京都修学社などの出版社の発売元にもなっている。
また、『茶湯手帳』を毎年刊行していることから、茶人間に知られている。京都のイベントダイアリー『京ごよみ手帳』も定評がある（休刊）。
2008年に東京支社ミヤオビパブリッシングを開設。
2012年より「茶人叢書」「茶人ブックレット」シリーズを、刊行。2018年より、1997年から2001年キネマ旬報社から刊行されていた映画ムックシリーズ「フィルムメーカーズ」の17年ぶりの続巻を刊行。事典、史料集なども手掛けている。

## 所在地
本社は京都市上京区に、東京支社は新宿区の四谷三丁目にある。

## 主要出版物
- 田中暁龍編『輝資卿記　付 雅継卿記』
- 『石州流 大口樵翁茶書』熊倉功夫 解題
- 柏木輝久『大坂の陣 豊臣方人物事典』北川央 監修
- 白峰旬『新解釈 関ヶ原合戦の真実　脚色された天下分け目の戦い』
- フィルムメーカーズ
  - 南波克行責任編集『スティーヴン・スピルバーグ』(フィルムメーカーズ18)
  - 大森望責任編集『フィルムメーカーズ19 ギジェルモ・デル・トロ』
  - 樋口尚文責任編集『フィルムメーカーズ20 大林宣彦』
  - 佐々木敦責任編集『フィルムメーカーズ21 ジャン=リュック・ゴダール』
  - 友田義行責任編集『フィルムメーカーズ22 勅使河原宏』
  - 奥田瑛二責任編集『フィルムメーカーズ23 熊井啓』
- 安田元久『平清盛』〔復刊〕
- 笹本正治『武田・上杉・真田氏の合戦』
- 花ヶ前盛明編『直江兼続の新研究』
- 今谷明・天野忠幸監修『三好長慶』〈戦国武将シリーズ〉
- 中西裕樹編『高山右近 キリシタン大名への新視点』〈戦国武将シリーズ〉
- 小和田哲男監修『黒田官兵衛 豊臣秀吉の天下取りを支えた軍師』〈戦国武将シリーズ〉
- 黒田基樹・浅倉直美編『北条氏康の子供たち』
- 今福匡『上杉景虎―謙信後継を狙った反主流派の盟主』
- 池田公一『戦国の「いたずら者」前田慶次郎』
- 三池純正
  - 『真田信繁～「日本一の兵」幸村の意地と叛骨～』
  - 『義に生きたもう一人の武将 石田三成』
- 瀬野冨吉著 原口泉監修『幻の宰相 小松帯刀伝』
- 伊東潤『疾き雲のごとく～早雲と戦国黎明の男たち～』
- 津本陽×井伊達夫『史眼―縦横無尽対談集―』
- 桑田忠親『千利休』〔復刊〕
- 桑田忠親著 小和田哲男監修『戦国武将と茶の湯』
- 矢部良明
  - 『エピソードで綴る戦国武将茶の湯物語』
  - 『エピソードで綴る茶入物語 歴史・分類と美学』
  - 『エピソードで綴る名物物語 歴史・分類と美学』
  - 『山田宗徧 「侘び数寄」の利休流』〈茶人叢書〉
- 西山松之助著 熊倉功夫編『茶杓探訪』
- 熊倉功夫編『大口樵翁―女性茶の湯のすすめ―』〈茶人ブックレット〉
- 熊倉功夫・程啓坤編『陸羽『茶経』の研究』〈世界茶文化学術研究叢書１〉
- 熊倉功夫・姚国坤編『栄西『喫茶養生記』の研究〈世界茶文化学術研究叢書２〉
- 谷晃『金森宗和―異風の武家茶人―』〈茶人叢書〉
- 木津宗詮
  - 『千一翁宗守―宗旦の子に生まれて―』〈茶人叢書〉
  - 『木津宗詮―武者小路千家とともに―』〈茶人ブックレット〉
- 齋藤康彦『根津青山「鉄道王」嘉一郎の茶の湯』〈茶人叢書〉
- 鈴木皓詞『世外 井上馨―近代数寄者の魁―』〈茶人ブックレット〉
- 中村昌生『和の佇まいを―中村昌生の茶室随想―』
- 依田徹編『十三松堂茶会記―正木直彦の茶の湯日記』
- 飯田意天（一雄）『織田信長・豊臣秀吉の刀剣と甲冑』 〈刀剣・甲冑シリーズ〉
- 竹村雅夫『上杉謙信・景勝と家中の武装』 〈刀剣・甲冑シリーズ〉
- 三浦一郎『武田信玄・勝頼の甲冑と刀剣』〈刀剣・甲冑シリーズ〉
- 本山一城『黒田官兵衛と二十四騎』〈刀剣・甲冑シリーズ〉
- 井伊達夫『赤備え―武田と井伊と真田と―』〈刀剣・甲冑シリーズ〉
- 彬子女王編『文化財の現在 過去・未来』
- 河野元昭編『光悦─琳派の創始者』
- 岡倉登志『曾祖父覚三 岡倉天心の実像』
- 難波利三『ゴルフ人生 喜怒哀楽』（英伝社）
- エマニュエル・スウェーデンボルグ著 宮崎伸治訳『天界と地獄』〔発売元〕
- 金子みすゞ『こだまでしょうか、いいえ、誰でも。―金子みすゞ詩集百選』〔発売元〕
- 室生犀星『わが肌に魚まつわれり―室生犀星百詩選』〔発売元〕
- 竹久夢二『その日からとまったままで動かない 時計の針と悲しみと。―竹久夢二詩集百選』〔発売元〕
- 宮沢賢治『雨ニモマケズ風ニモマケズ―宮沢賢治詩集百選』〔発売元〕
- ＰＲ現代編集部編『着物手帳』（年刊）〔発売元〕
- 茶書研究会編『茶書研究』（年刊）〔発売元〕
- 宮下玄覇編『徳川将軍家 御三家 御三卿 旧蔵品総覧』
- 宮下玄覇編『必携 茶湯便利帳』
- 宮下玄覇編『茶道実用手帳』（休刊）
- 編集部編『京ごよみ手帳』（休刊）
- 編集部編『茶湯手帳』（年刊）